# 大原スキー場
大原スキー場（おおはらスキーじょう）は、かつて新潟県魚沼市大白川に位置していたスキー場。

## 概要
守門岳の麓に位置する。
1972年に開設。かつては関越国際大原スキー場という名称であった。豪雪地帯に位置するためシーズンの長さに定評があり、新潟市スキー協会が利用するなど一定の需要があったが、近年のスキー人口の減少と温暖化による小雪により収支が悪化。2018-19シーズンからは地元大白川地区住民と利用団体有志による運営委員会による体制で運営されていたが、収支改善には至らず同シーズンをもって廃止された。

## アクセス
- 公共交通：JR只見線 大白川駅から約3 km。
- 車：関越自動車道魚沼インターチェンジより、国道252号経由で約45分。